# Gmina Pleasant (hrabstwo Appanoose)

Położenie Gminy Pleasant w hrabstwie Appanoose

Gmina Pleasant (ang. Pleasant Township) – gmina w USA, w stanie Iowa, w hrabstwie Appanoose. Według danych z 2000 roku gmina miała 837 mieszkańców.